# 李璟
李 璟（り けい）は、十国南唐の第2代皇帝（国主）。烈祖（李昪）の長男。もとの名は徐景通であったが、南唐建国後に李璟と改名し、さらに後周の臣下を称したあと、後周の信祖郭璟（太祖郭威の高祖父）の諱を避けて李景と再改名した。

## 生涯
李璟は南唐の第2代皇帝皇帝に即位した後は、それまで国内政治に力をいれていた烈祖（李昪）の政策を転換して、積極的に外征を進めた。
保大3年（945年）に閩を、保大9年（951年）には楚を滅ぼして李璟は南唐の最大版図を築いた。
しかし、保大15年（957年）に後周の軍が南唐に侵入し、南唐の領域であった淮南を占拠してさらに長江一帯に迫ると、李璟は後周の世宗（柴栄）に使者を送り、和議を申し込んだ。
それ以後は、李璟は臣称して帝号を廃止、「国主」を名乗って後周の年号を用いた。
李璟は政治面よりも文化面で名を残しており、詩・詞や書に優れ、特に「小楼吹徹玉笙寒」は不朽の名句であり、次代の後主李煜の作品とともに『南唐二主詞』に収録されている。
建隆2年（961年）、李璟は46歳で病死した。

## 宗室

### 后妃
- 正室：光穆皇后鍾氏（鍾泰章の娘）
- 側室：凌氏（呉国太夫人、李従善の母）

### 男子
- 文献太子 李弘冀
- 慶王 李弘茂（早世）
- 三男（早世）
- 四男（早世）
- 五男（早世）
- 後主 李煜
- 鄭王 李従善
- 鄧王 李従鎰
- 吉王 李従謙（李従浦）
- 文陽郡公 李従信
- 昭平郡公 李従慶（養子、李璟の弟の李景遷の子）

### 女子
- 太寧公主
- 永嘉公主